# 江北堂
江北堂是中国浙江省宁波市的一座大型基督教堂，位于该市江北区。
江北堂由循道公会创建于清光绪二十四年（1898年），老堂位于江北岸外滩（中马路196号），面临甬江，青砖砌筑，占地面积约200平米，为该教派在宁波市区设立的3座教堂之一（另外两座为开明街开明讲堂和百丈街江东堂）  。1936年，盛足風牧师曾在寧波循道公會江北堂傳道 。1958年实行联合礼拜时关闭，信徒并入百年堂。
由于老堂规模较小，2001年开始，在一片拆迁的低洼居民区留下的空地上，建造新堂。2009年江北堂新堂落成，6月24—25日，江北新堂举行为期两天的感恩赞美聚会。江北堂新堂目前为宁波市最大教堂，可容纳2000余人。老堂目前是宁波城区唯一保存的基督教老教堂，作为文物保护单位。
江北新堂周围的土地尚未开发，暂时出租用作物资堆场，造成人员进出安全进出出现问题。2008年11月3日，市土地储备中心和江北堂签订协议，设置了进出通道 。